# 퍼블릭 이미지 리미티드
《퍼블릭 이미지 리미티드》, 또는 《PiL》은 보컬리스트 존 라이든, 기타리스트 키스 레빈, 베이시스트 쟈 워블에 의해 1978년에 결성된 영국 밴드이다.

## 발매 앨범

### 정규 앨범
- First Issue (1978년, 영국 차트 22위)
- Metal Box (1979년, 영국 차트 18위, 미국 차트 171위)
- Flowers of Romance (1981년, 영국 차트 11위, 미국 차트 114위)
- This Is What You Want... This Is What You Get (1984년, 영국 차트 56위)
- Album (1986년, 영국 차트 14위, 미국 차트 115위)
- Happy? (1987년, 영국 차트 40위, 미국 차트 169위)
- 9 (1989년, 영국 차트 36위, 미국 차트 106위)
- That What Is Not (1992년, 영국 차트 46위)

### 라이브 앨범, 컴필리케이션 앨범, 부틀랙 앨범 등
- Second Edition (Metal Box 재발매 버전) (1979년, 영국 차트 46위)
- Paris au Printemps (라이브 앨범) (1980년, 영국 차트 61위)
- Live in Tokyo (라이브 앨범) (1983년, 영국 차트 28위)
- Commercial Zone (부틀랙 앨범) (1983년)
- The Greatest Hits, So Far (컴필리케이션 앨범) (1990년, 영국 차트 20위)
- Box (박스 세트) (1990년)
- Plastic Box (박스 세트) (1999년)
- Public Image/Second Edition (두 앨범이 하나로) (2003년)
- AliFE (라이브 앨범) (2009년)

1. ↑  Pingitore, Silvia (2020년 5월 7일). “Interview with post-punk legend Jah Wobble about music, Sid Vicious, star signs, Brexit and everything else you can think of” (영국 영어). 2022년 4월 2일에 확인함.